# Кор (митологија)
Кор или Корос је у грчкој митологији било име више личности.

## Митологија
1. Био је дух или демон, персонификација ситости, али и преједености, као и дрскости и презира. Према Пиндару, био је син Хибриде и Дисебијин брат. Њега је поменуо и Херодот пишући о једном пророчанству са Делфа, као деструктивну силу, похлепу, која надјачава чак и божанску правду, Дику.[1]
2. Један од Актеонових паса, кога помиње Хигин.[2]
3. Кор је, према Сенеки, друго име (коришећно у старом Риму) за старогрчког Скирона, бога северозападног ветра.[3]